# Mörsch (Frankenthal)
Mörsch is een plaats in de Duitse gemeente Frankenthal, deelstaat Rijnland-Palts, en telt 3028 inwoners (2006).
Eppstein · Flomersheim · Kernstadt · Mörsch · Studernheim